# Francheville (Meurthe-et-Moselle)
Pour les articles homonymes, voir Francheville.
Francheville est une commune française située dans le département de Meurthe-et-Moselle, en région Grand Est.

## Géographie

### Localisation
1. Carte dynamique
2. Carte Openstreetmap
3. Carte topographique
4. Carte avec les communes environnantes

Le ban communal de Francheville s’étend sur un peu plus de 1000 hectares. Sa surface est limitée à l'est par le tracé de la voie ancienne Toul-Dieulouard et un ruisseau, mais le territoire s’étend ensuite sur un plateau sans relief vraiment prononcé. Toutefois de nombreux affluents du Longeau irriguent sa partie ouest : le ruisseau de Francheville (env. 2 km), le ruisseau de la Naue (Naux - env 3,5 km) et  le Ruaux (un peu plus de 2 km) le ruisseau du Cheseau est aussi mentionné. La commune est également desservie par la route D 103 qui la raccorde aux villages environnants, son altitude moyenne  est de 221 mètres.
Selon les données Corine land Cover, le territoire comprend un peu plus de 80 % de terres arables et prairies, le solde se distribuant entre zones urbanisées (2,4 %), forêts (7,8 %) et zones agricoles hétérogènes. 

| Andilly | Manoncourt-en-Woëvre | Avrainville          |
| Bouvron | Francheville         | Jaillon              |
| Lucey   | Toul                 | Villey-Saint-Étienne |

### Hydrographie
La commune est dans le bassin versant du Rhin au sein du bassin Rhin-Meuse. Elle est drainée par le ruisseau de Francheville, le ruisseau de la Naue, le ruisseau de Ruaux et le ruisseau le Longeau,.

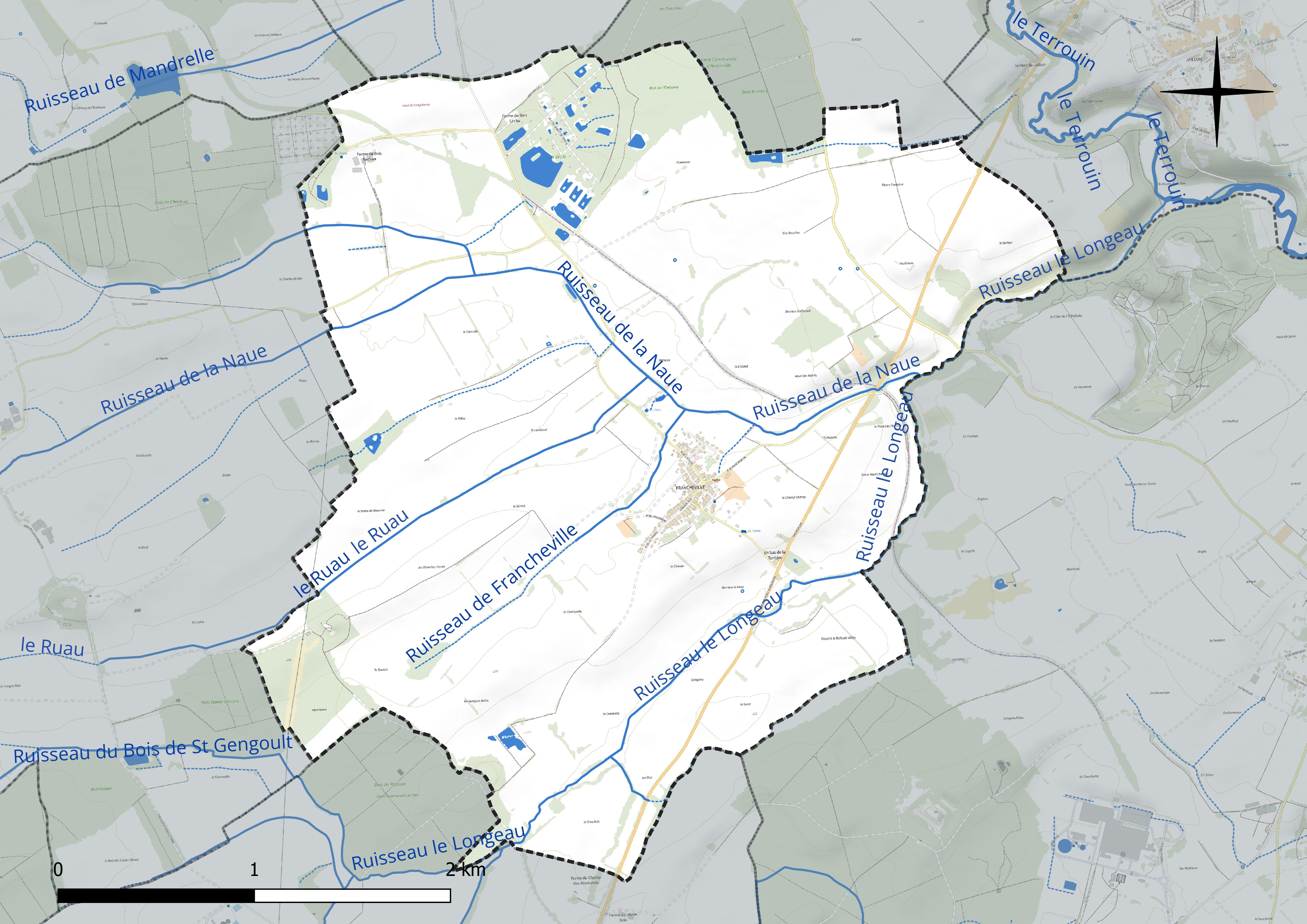
Réseau hydrographique de Francheville.

### Climat
Pour des articles plus généraux, voir Climat du Grand Est et Climat de Meurthe-et-Moselle.
En 2010, le climat de la commune est de type climat des marges montargnardes, selon une étude du Centre national de la recherche scientifique s'appuyant sur une série de données couvrant la période 1971-2000. En 2020, Météo-France publie une typologie des climats de la France métropolitaine dans laquelle la commune est dans une zone de transition entre le climat océanique altéré et le climat océanique altéré et est dans la région climatique  Lorraine, plateau de Langres, Morvan, caractérisée par un hiver rude (1,5 °C), des vents modérés et des brouillards fréquents en automne et hiver. 
Pour la période 1971-2000, la température annuelle moyenne est de 9,7 °C, avec une amplitude thermique annuelle de 16,8 °C. Le cumul annuel moyen de précipitations est de 807 mm, avec 12,2 jours de précipitations en janvier et 8,9 jours en juillet. Pour la période 1991-2020, la température moyenne annuelle observée sur la station météorologique de Météo-France la plus proche, « Nancy-Ochey », sur la commune d'Ochey à 17 km à vol d'oiseau, est de 10,5 °C et le cumul annuel moyen de précipitations est de 810,4 mm. 
La température maximale relevée sur cette station est de 39,6 °C, atteinte le 25 juillet 2019 ; la température minimale est de −19,1 °C, atteinte le 12 janvier 1987,,. 
Les paramètres climatiques de la commune ont été estimés pour le milieu du siècle (2041-2070) selon différents scénarios d'émission de gaz à effet de serre à partir des nouvelles projections climatiques de référence DRIAS-2020. Ils sont consultables sur un site dédié publié par Météo-France en novembre 2022.

## Urbanisme

### Typologie
Au 1er janvier 2024, Francheville est catégorisée commune rurale à habitat dispersé, selon la nouvelle grille communale de densité à sept niveaux définie par l'Insee en 2022.
Elle est située hors unité urbaine. Par ailleurs la commune fait partie de l'aire d'attraction de Nancy, dont elle est une commune de la couronne,. Cette aire, qui regroupe 353 communes, est catégorisée dans les aires de 200 000 à moins de 700 000 habitants,.

### Occupation des sols
L'occupation des sols de la commune, telle qu'elle ressort de la base de données européenne d’occupation biophysique des sols Corine Land Cover (CLC), est marquée par l'importance des territoires agricoles (88,9 % en 2018), en diminution par rapport à 1990 (89,8 %). La répartition détaillée en 2018 est la suivante : terres arables (56,5 %), prairies (29,7 %), forêts (8,7 %), zones agricoles hétérogènes (2,7 %), zones urbanisées (2,4 %). L'évolution de l’occupation des sols de la commune et de ses infrastructures peut être observée sur les différentes représentations cartographiques du territoire : la carte de Cassini (XVIIIe siècle), la carte d'état-major (1820-1866) et les cartes ou photos aériennes de l'IGN pour la période actuelle (1950 à aujourd'hui).

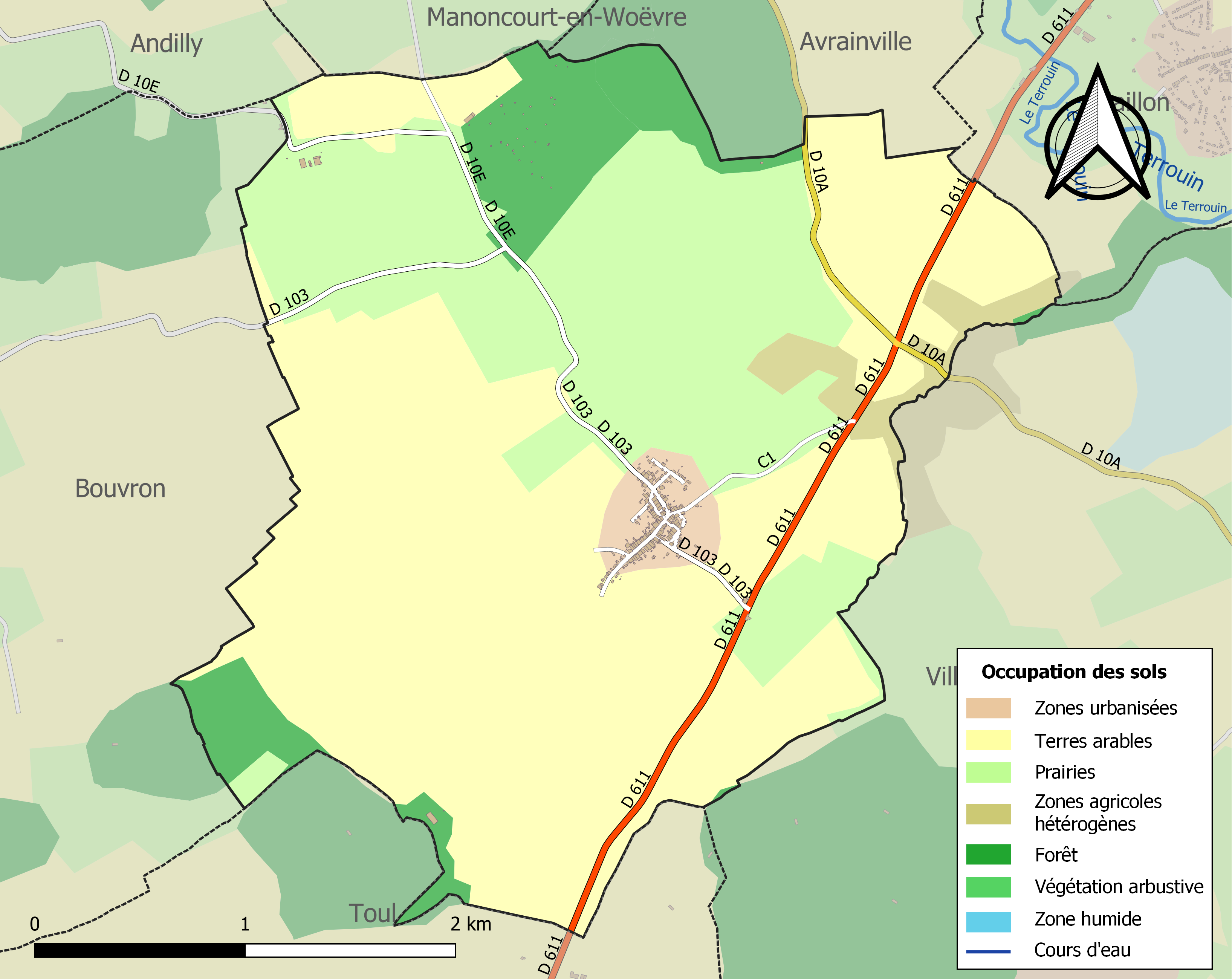
Carte des infrastructures et de l'occupation des sols de la commune en 2018 (CLC).

## Toponymie
La ville est citée par H. Lepage dans le Dictionnaire topographique du département de la Meurthe comme suit : FRANCHEVILLE, com. de Domèvre. —  Franca villa capella, 870 (H. T. p. 5). — Franchavilla, 1358 (reg. cap. de la cath. de Toul). — Franchesville, 1385 (dom. de Pont-à-Mousson).
A. Dufresne précise dans une notice que le village est souvent nommé dans les chartes épiscopales Franca et Liberta-Villa, il en conclu que le lieu était originellement en terre libre, franche, en franc-alleu. Cette hypothèse expliquerait l'origine du toponyme : village placé à la frontière de deux sphères d'influence (Empire germanique et Royaume de France) et tirant le meilleur parti d'une certaine neutralité.

## Histoire

### Préhistoire et antiquité romaine
L'occupation du territoire par l'homme est sans doute ancienne ainsi qu'en témoigne la découverte d'un autel de pierre sculpté au XIXe (au Musée lorrain) dont le comte J. Beaupré fait ainsi le récit :

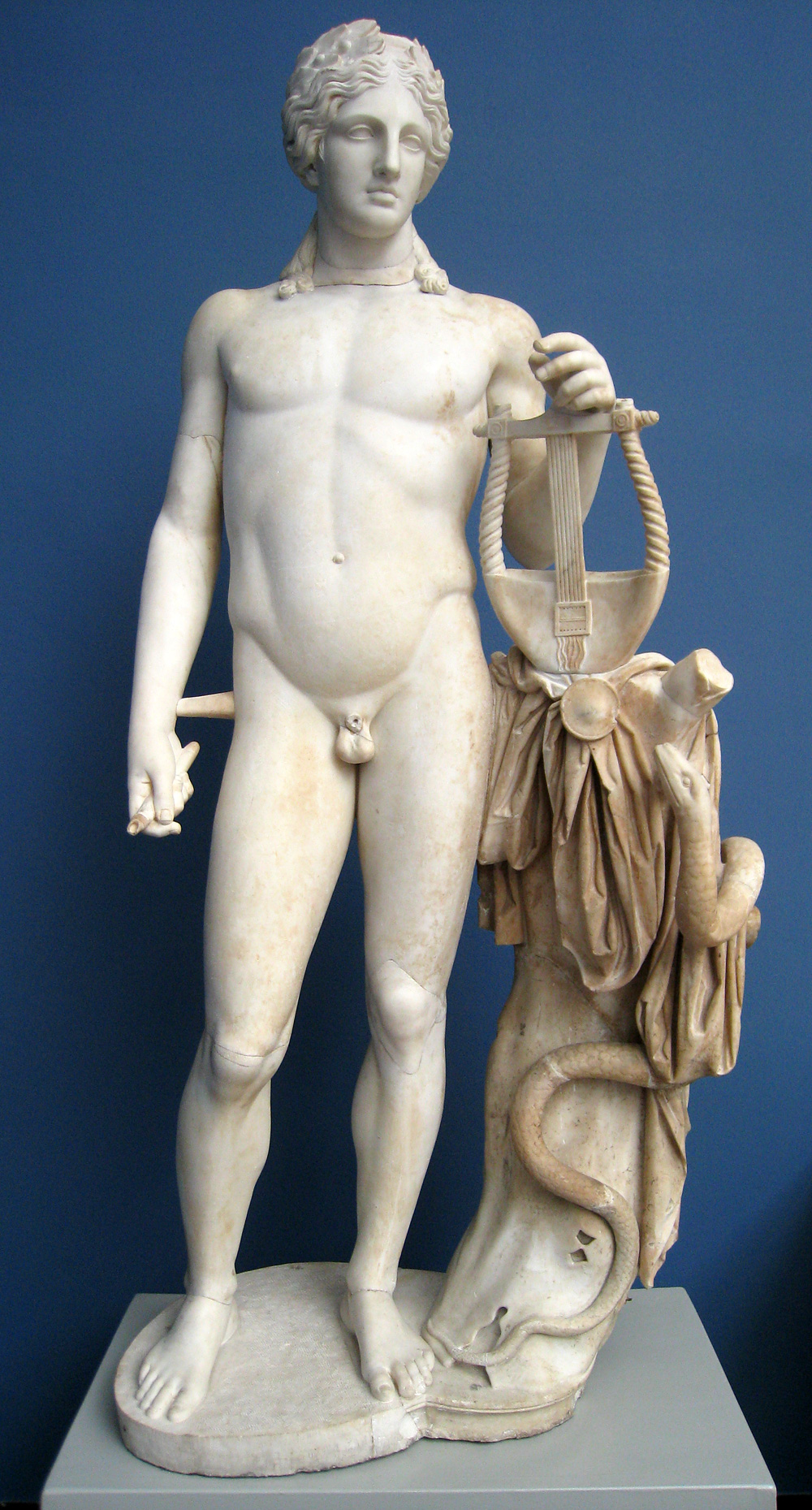
Apollon moderne (Sans le griffon et l'arc).
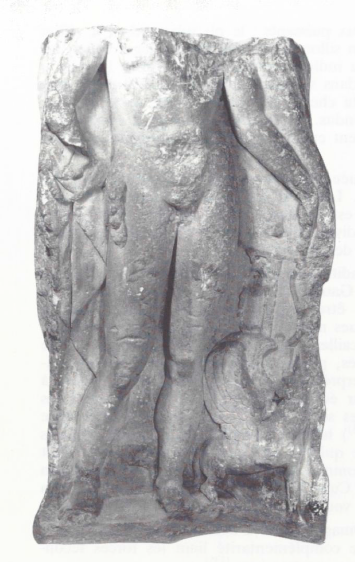
Apollon de Francheville.
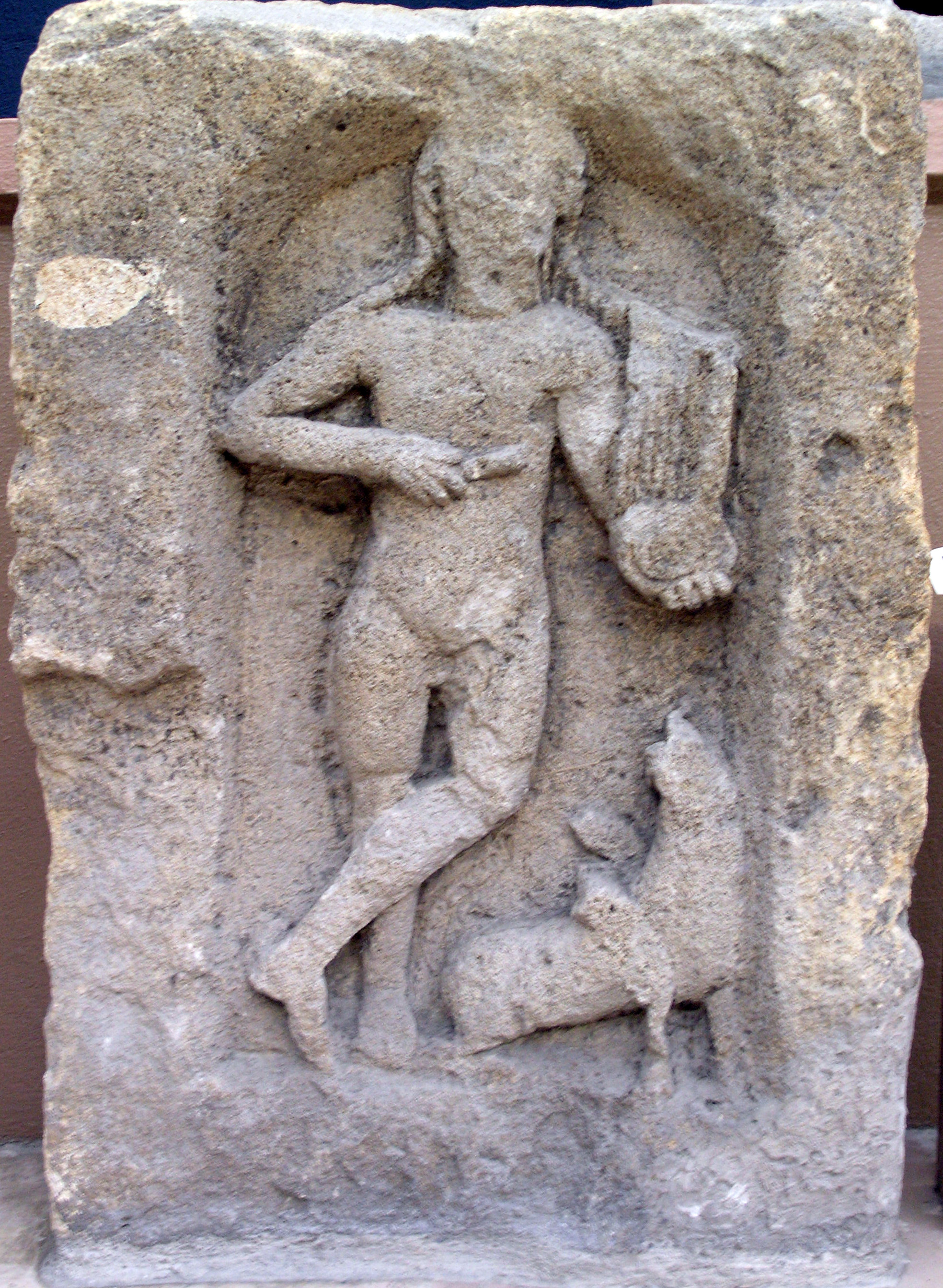
Apollon de Cutry.

On trouva, à 240 mètres de la bifurcation des chemins d'Andilly et de Bouvron, sur celui d'Andilly, à 15 mètres du chemin, un autel en pierre, consacré à Apollon et à trois autres divinités (Musée lorrain), des vases en terre rouge, des médailles romaines (Auguste, Faustine, Antonin, Marc-Aurèle), des tuiles et des fragments de meules. 
Il est mentionné dans le même ouvrage l'existence de silex taillés découverts sur le ban de la commune ayant figuré dans la collection Husson ainsi que la rencontre fréquente de monnaies romaines de tous métaux.
H. LEPAGE précise la description de ce relief ainsi :
...étant tournée vers la terre, doit à cette circonstance une meilleure conservation ; on y voit une figure d'Apollon, de 16 cent. de relief. " Le dieu de la lumière est dans un état de repos absolu "; aucun muscle, aucune veine ne fait saillie sur son corps, dont on admire les élégantes et justes proportions. L'arc redoutable, les flèches meurtrières qui ont porté le coup mortel au serpent Python, pendent à ses épaules, que recouvre une chlamide dont les plis ondoyants retombent ou sont relevés sur le bras droit du dieu. Apollon appuie légèrement sa main gauche sur une lyre : à ses pieds est accroupi le griffon, animal fantastique qui lui était consacré, et dont la tête d'aigle, unie au corps d'un lion, symbolisait à la fois la rapidité de la course ainsi que la puissance du soleil...
On trouve dans la revue "Pays lorrains" une description plus scientifique de l’œuvre :
...Il s'agit d'une pierre à quatre dieux et non, comme le disait A. Dufresne, d'une stèle funéraire. Les personnages sont contenus dans une niche en cul- de-four sans montant, puisque les bords portent des éléments de la scène... Cette figuration d'Apollon est des plus classiques dans sa conception générale, même si de nombreux modèles ont des variantes légèrement différentes ; elle est proche des exemplaires trouvés à Trèves, Hochscheid, Niedaltdorf, Cologne, Dôle et surtout Manheulles, agglomération gallo-romaine relativement proche de Francheville. Par sa disposition générale, cette sculpture n'est pas bien différente des reliefs conservés au musée et provenant de Cutry...
La carte archéologique de Gaule signale la découverte d'indices de constructions gallo-romaines en divers lieux (Ouvrage de Ropage, Pont à la planche) ainsi qu'une tête de statue (Musée d'art de Toul) découverte dans le village.

### Moyen Âge et Renaissance
E. Grosse, indique dans son dictionnaire qu'on lit dans une charte du roi Arnulf (Arnould soit Arnulf de Carinthie ) que l’église de Francheville n’était considérée que comme une chapelle de hameau et dépendait de Lucey.
H. Lepage, précise dans son ouvrage sur les communes de la Meurthe : 
L'abbaye de Saint-Epvre de Toul possédait, dès le IXe siècle, au lieu de Francheville, une chapelle dépendant de la paroisse de Lucey (capellam in Francavilla),ainsi que l'atteste un diplôme de Charles-le-Chauve, de l'an 870, portant confirmation des biens de cette abbaye. Il est également parlé de cette chapelle, mais comme appartenant à la cathédrale de Toul, dans un diplôme du même prince (890), en faveur de cette église.
Toutefois c’est bien Charles-le-simple que Dom Calmet évoque dans ses preuves de l'histoire de Lorraine comme confirmant les donations d'Engelram, archidiacre de Toul avait fait à cette église, au nombre desquelles le revenu de Francheville (Francavilla).
Un nommé Pierre de Francheville, peintre et verrier, qui vivait dans la première moitié du XVe siècle, décora de vitraux les églises du couvent des Cordeliers et de la collégiale Saint-Georges de Nancy.
Il y avait, à Francheville, un fief dit de Boulainville, appartenant au chapitre de Toul, et qui se composait de différents héritages, notamment d'une maison sise devant l'église, nommée la Cour la Dame ou la Grosse Maison. Ce fief appartenait, en 1580, à charge de foi et hommage, au chapitre et à Louis de la Mothe, conseiller et maître aux requêtes du duc de Lorraine.

### Période moderne
Le ban communal supporte un ouvrage (dit de Francheville) du système défensif Séré de Rivières.

## Politique et administration
| Période                                  | Période   | Identité       | Étiquette | Qualité                                   |
| ---------------------------------------- | --------- | -------------- | --------- | ----------------------------------------- |
| Les données manquantes sont à compléter. |           |                |           |                                           |
| mars 2001                                | mars 2008 | Gérard Perrin  |           |                                           |
| mars 2008                                | mai 2020  | Bernard Drouin |           | Fonctionnaire de catégorie B              |
| mai 2020                                 | En cours  | Michel Rosso,  |           | Ingénieur ou cadre technique d'entreprise |

## Population et société

### Démographie
L'évolution du nombre d'habitants est connue à travers les recensements de la population effectués dans la commune depuis 1793. Pour les communes de moins de 10 000 habitants, une enquête de recensement portant sur toute la population est réalisée tous les cinq ans, les populations de référence des années intermédiaires étant quant à elles estimées par interpolation ou extrapolation. Pour la commune, le premier recensement exhaustif entrant dans le cadre du nouveau dispositif a été réalisé en 2006.

En 2022, la commune comptait 295 habitants, en évolution de +5,73 % par rapport à 2016 (Meurthe-et-Moselle : −0,13 %, France hors Mayotte : +2,11 %).
| 1793 | 1800 | 1806 | 1821 | 1831 | 1836 | 1841 | 1846 | 1851 |
| ---- | ---- | ---- | ---- | ---- | ---- | ---- | ---- | ---- |
| 384  | 397  | 400  | 407  | 417  | 397  | 400  | 417  | 455  |

| 1856 | 1861 | 1872 | 1876 | 1881 | 1886 | 1891 | 1896 | 1901 |
| ---- | ---- | ---- | ---- | ---- | ---- | ---- | ---- | ---- |
| 421  | 430  | 365  | 364  | 350  | 326  | 342  | 327  | 296  |

| 1906 | 1911 | 1921 | 1926 | 1931 | 1936 | 1946 | 1954 | 1962 |
| ---- | ---- | ---- | ---- | ---- | ---- | ---- | ---- | ---- |
| 301  | 291  | 278  | 244  | 270  | 259  | 247  | 257  | 249  |

| 1968 | 1975 | 1982 | 1990 | 1999 | 2006 | 2011 | 2016 | 2021 |
| ---- | ---- | ---- | ---- | ---- | ---- | ---- | ---- | ---- |
| 238  | 223  | 229  | 256  | 288  | 287  | 293  | 279  | 292  |

| 2022 | - | - | - | - | - | - | - | - |
| ---- | - | - | - | - | - | - | - | - |
| 295  | - | - | - | - | - | - | - | - |

## Économie

### Histoire de l’économie
La commune se trouve dans un pays de tradition viticole,en 1833 la vigne occupait 34 200 ha en Lorraine alors que l'Alsace n'en possédait que 24 800 et la Champagne 41 700.
L'abbé Grosse indique dans son dictionnaire statistique du département de la Meurthe que 654/829 ha (79 %) des terres de Francheville étaient en labour et 11 ha produisaient de la vigne au milieu du XIXe siècle.
Le déclin de la production viticole a eu pour causes essentielles l'arrivée du chemin de fer en 1850 (propagation des vins du Midi), la construction de brasseries (boisson concurrente), l'essor de l'industrie (départ de paysans et de vignerons), le traitement de maladies comme le mildiou et l'oïdium fort onéreux, les ravages du phylloxera, l'absence d'une école ou d'un institut spécialisé (les vignerons n'étaient ni formés ni conseillés), la surmilitarisation (construction de forts) et les guerres.En 1972, les vignes n'occupaient plus que 1 200 ha en Lorraine, en 1984 ce nombre était tombé à 659.
H. Lepage ajoute à ces statistiques qu'on pratiquait également l'élevage de chevaux (qu'il qualifie de petite espèce) et que les rendements de l'agriculture étaient de 15 hectolitres à l'hectare pour le blé, 20 pour l'orge et 16 pour le seigle (ces dernières céréales étant très peu semées).

### Portrait actuel

#### Secteur secondaire ouindustriel
De nos jours, avec 94 % d'établissements de moins de 10 salariés, le territoire Terres de Lorraine s'appuie largement sur un tissu économique de TPE. Sur ce pays l'industrie a perdu 500 emplois entre 1999 et 2010 faisant passer la part de ce secteur de 20 % à 14 % de l'emploi salarié au cours de cette période. Près de la moitié de l'emploi salarié industriel est concentrée dans la filière métallurgie suivie par les filières bois-papier et imprimerie (20 % des emplois).
Le nombre d'emplois salariés rattachés à la commune est de 15 en 2015 selon l'INSEE,. Les grandes entreprises du bassin économique sont la SAM à Neuves-Maisons (350 salariés à Neuves-Maisons), Saint-Gobain Pont-à-Mousson (410 salariés à Foug), Kimberley Clark (230 salariés à Villey-Saint-Étienne, proche de Francheville), Daum (170 salariés à Vannes-le-Chatel).
À peine plus de 4 % des établissements comptent plus de 50 salariés mais concentrent près de 50 % des effectifs.

#### Secteur primaire ouagriculture
Le secteur primaire comprend, outre les exploitations agricoles et les élevages, les établissements liés à l’exploitation de la forêt et les pêcheurs.
D'après le recensement agricole 2010 du Ministère de l'agriculture (Agreste), la commune de Francheville était majoritairement orientée sur la polyculture et le poly-élevage (auparavant même production) sur une surface agricole utilisée d'environ 220 hectares (surface cultivable communale) en baisse depuis 1988 - Le cheptel en unité de gros bétail s'est réduit de 301 à 95 entre 1988 et 2010. Il n'y avait plus que 7 exploitations agricoles ayant leur siège dans la commune employant 3 unités de travail.

## Culture locale et patrimoine

### Lieux et monuments
- Ancien presbytère.
- Ancienne grange dîmière (entrepôt de la collecte de la dîme, redevance sur les revenus agricoles) à gauche de l’église, datant de 1781 et nommée la "Grange aux Dîmes".
- Église Saint-Étienne clocher fortifié XIIIe, nef et bas-côtés XVe remaniés : statue de saint Elophe XVIIIe, grille de communion XVIIIe, maître-autel XIXe.
- Lavoir situé rue Hodié.
- Calvaire à la sortie nord du village vers Andilly.

### Héraldique, logotype et devise
| Blason de Francheville | Blason  | Écartelé de Lorraine et de gueules à trois cailloux d'argent. |
| Blason de Francheville | Détails | La seigneurie était partagée entre le duc de Lorraine et le Chapitre de la cathédrale de Toul (les trois cailloux d’argent). Le statut officiel du blason reste à déterminer. |